# Distichophyllum levieri
Distichophyllum levieri là một loài Rêu trong họ Hookeriaceae. Loài này được (Geh.) Broth. mô tả khoa học đầu tiên năm 1907.